# Kodeks 0111
Kodeks 0111 (Gregory-Aland no. 0111) – grecki kodeks uncjalny Nowego Testamentu na pergaminie, paleograficznie datowany na VII wiek. Rękopis przechowywany jest w Staatliche Museen zu Berlin (P. 5013) w Berlinie.

## Opis
Do dziś zachowała się tylko jedna karta kodeksu (17 na 15 cm) z tekstem 2. Listu do Tesaloniczan (1,1-2,2). Tekst pisany jest dwoma kolumnami na stronę, 24 linijek w kolumnie.
Strona recto była stroną zewnętrzną skóry zwierzęcia, strona verso była stroną wewnętrzną. Skryba nie stosuje przydechów, ani akcentów, brak interpunkcji; zawiera błędy itacyzmu.

## Tekst
Tekst kodeksu reprezentuje aleksandryjską tradycję tekstualną. Kurt Aland zaklasyfikował go do kategorii II.

## Historia
INTF datuje kodeks na VII wiek.
Gregory widział kodeks w 1903 roku i ponownie w 1909 roku. W 1908 roku Gregory dał mu siglum 0111, a w 1909 roku opublikował jego tekst. A. H. Salonius badał kodeks i opisał go w 1927 roku.